# 柏林乡 (西畴县)
柏林乡，是中华人民共和国云南省文山壮族苗族自治州西畴县下辖的一个乡镇级行政单位。

## 行政区划
柏林乡下辖以下地区：
柏林村、三板桥村和马蹄寨村。